# Riccardo Reim
Riccardo Reim, all'anagrafe Riccardo Gessini (Roma, 4 novembre 1953 – Roma, 5 dicembre 2014), è stato un attore, regista e drammaturgo italiano.

## Biografia

### I primi passi[1]
Debuttò in teatro nel 1972 nel ruolo di protagonista in Ragazzo e ragazzo di Dacia Maraini. Successivamente recitò in Oh mamma! e in L'uomo di sabbia nel 1976, regia di Tinto Brass. Fu di nuovo protagonista nel 1978 in Lady Edoardo di Aldo Trionfo.

### Gli anni ottanta[1]
Dagli anni ottanta predilesse l'attività di regista e autore, spesso legate tra loro. Nel 1980 mise in scena Mariana Pineda, libero adattamento della romanza di Federico García Lorca con l'interpretazione, tra gli altri, di Elide Melli nel ruolo della protagonista. Scrisse a quattro mani con Copi la farsa Tango-charter. Scrisse di suo pugno e diresse: Gamiani de Musset (1984); La carta da parati gialla (1985); Les enfants terribles (1989); Frau Sacher-Masoch (1991); Virginia Maria de Leyva monaca di Monza (1992); Le ceneri del West (1994), con Francesca Benedetti e Philippe Leroy; I ragazzi di via Pal (1995), liberamente ispirato al romanzo di Ferenc Molnár; I mignotti, dall'omonimo libro scritto con Antonio Veneziani (1997).

### Il 2000: il cinema[1]
Dal 2000 si dedicò anche al cinema. Nel 2003 fu tra i protagonisti in Assassini dei giorni di festa di Damiano Damiani, con Carmen Maura, e da quell'anno recitò in una serie di corto e mediometraggi: L'arte di morire, Le grandi dame di casa D'este, Sexum superando, Parassiti in bianco. Nel 2006 interpreta la "creatura di Frankenstein" in Le opere e i giorni e nel documentario Cuore meccanico in corpo anonimo (2009).

### Radio e TV
In televisione apparve in due documentari: La signora dei misteri e Lorenzo lotto a Trescore. Inoltre recitò nella versione radio de Il nome della rosa.

### Altre attività
Si dedicò anche alla scrittura e alla regia di libretti. Nel 2008 riscrisse il libretto de Lo schiaccianoci evidenziando di più la parte "noir" rispetto alle rappresentazioni classiche. Successivamente portò in scena i libretti di danza classica Don Giovanni (da Mozart) e Salon Kitty.

## Teatro
- Ragazzo e ragazzo (1972)
- Leggenda di Cornovaglia (1973)
- Oh mamma! (1979)
- Carne in scatola (1974)
- Rapsodia catalana (1974)
- Sì,incoerenza (1975)
- L'uomo di sabbia (1979)
- Amore mi diede il benvenuto (1979)
- Tango-charter (1980)
- Lettere libertine (1980)
- Mariana Pineda - Yourself revolution (1980)
- Bello l'amore mio che se ne andò in marina (1984)
- Renè (1984)
- Il frate (1987)
- Frau Sacher-Masoch (1989)
- Notturno Barocco (1991)
- Vita,peccati e redenzione di suor Virginia Maria de Leyva,monaca di Monza (1991)
- Las visitas (1992)
- Il sangue e la rosa (1992)
- Maitresse (1992)
- Dodi Meringa (1993)
- I ragazzi di via Pal (1995)
- Il dolore della cognizione (1996)
- I Miserabili (1996)
- I Mignotti (1997)
- La congiura dei Baccher (1999)
- Cuoricini (1999)
- Requiem per Gilles de Rais (2000)
- Giada d'oriente (2004)
- Marquis de Sade,Vierge et Martyr (2004)
- Caminito (2005)
- Maria di Magdala o il sacro graal (2006)
- Turbamenti notturni (2007)
- Notizie dall'altro mondo (2008)
- Sette pezzi di carne (2011)
- Notte d'inverno con Signora e fantasma (2013)
- L'Abbecedario del Conte Tolstoj (A uso del Popolo e dei figli dello Zar) (2014)